# Виноградна лоза (геральдика)
Виноградна лоза, яку також називають виноградом (благородна виноградна лоза, Vitis vinifera ssp.) - символ вина, який можна знайти в геральдиці на багатьох гербах виноробних регіонів і на гербах багатьох родин виноробів. Також можливе зображення цілої лози або лише листя лози чи винограду.

## Зображення
Виноградна лоза є негеральдичною фігурою в геральдиці і зображується стилізовано, в більшості випадків з виноградним листям (листяним) і з виноградом (плодоносним). Можливі будь-які кольори, але листя на стеблі виноградної лози бажано показувати зеленим. У гербі лоза може заповнювати щит повністю або у більшу його частину. Приклади гербів знатних родів: Друффель, Шторх, Вестарп і Блюменталь.
Завдяки своїм вусикам виноградна лоза підходить для дуже декоративних дизайнів і може бути знайдена в різноманітних формах. У традиційних гербах дизайн також є важливим історичним свідченням місцевих форм землеробства.

Виноград
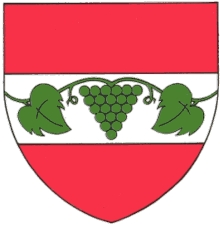
Виноградна лоза з виноградом і листям (Гумпольдскірхен, Австрія)
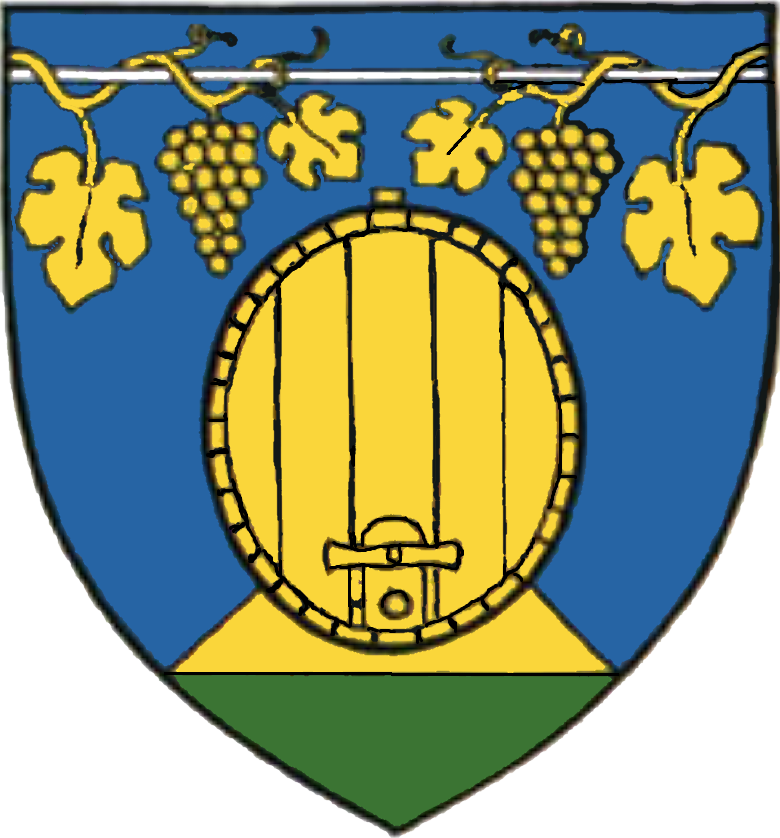
Бочка на гербі Пернерсдорфа у Вайнфіртелі
Три листові та плодоносні лози (Графенберг, Німеччина)
З виноградними лозами - Оєрдорф, Німеччина
З виноградними лозами - Єнінс, Швейцарія
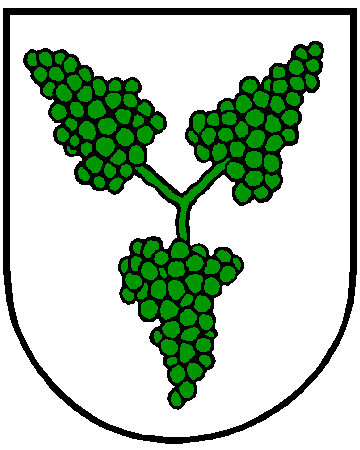
Виноград в трикутник - Нойвайєр, Німеччина
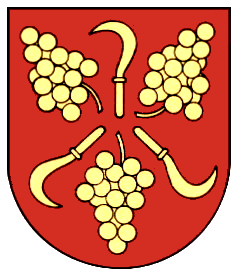
Виноград та садовий ніж в трикутник - Целль-Вайербах, Німеччина
Виноград та садовий ніж в трикутник - Глогувек, Польща
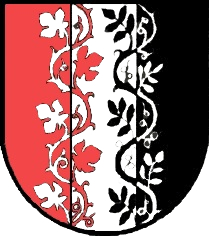
Розсічений червоним, срібним і чорним тинктурами; перрше розмічення зайняте виноградною лозою, задній розріз - клематисом Тіфенбах, Австрія
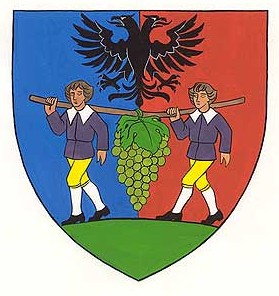
Калебас - Пойсдорф, Австрія

## Спеціальне використання та інше для виноградарства
ЛОза є атрибутом св. Урбана, який вшановується як покровитель виноробів. Часто незрозуміло, чи слід розуміти виноградне гроно на гербі як атрибут святого, чи просто як загальний символ виноградарства.
Виноградні лози також можна знайти як частину промовистих гербів, наприклад, на гербах Вайнгартена (Вюртемберг), Вайнгартена (Баден), Россвайна або Вайнсберга. На гербі Геннефа (Зіг) зображено невелике гроно винограду на щиті.
У геральдиці багато об'єктів виноградарства потрапили в герби. Садовий ніж, також відомий як ніж винороба, хіппе, сесель або гапе, часто розміщується поруч із виноградом або окремо на гербі. Бочкова драбина як допоміжний засіб для завантаження бочок також можути символом виноградарства відповідних регіонів. Рідше зустрічається винний прес, як у Пресбаума і та Кельтерна, або винна бочка. Усі ці елементи вважаються негеральдичними фігурами.
На державному гербі землі Рейнланд-Пфальц зображена народна корона з листя винограду.

## Приклади гербів з виноградною лозою

Муніципалітет Альцай-Ланд, Німеччина
Ашпах, Німеччина
Асоціація Бад-Кройцнах, Німеччина
пБернек (Санкт-Галлен), Швейцарія
Асоціація Боденгайм, Німеччина
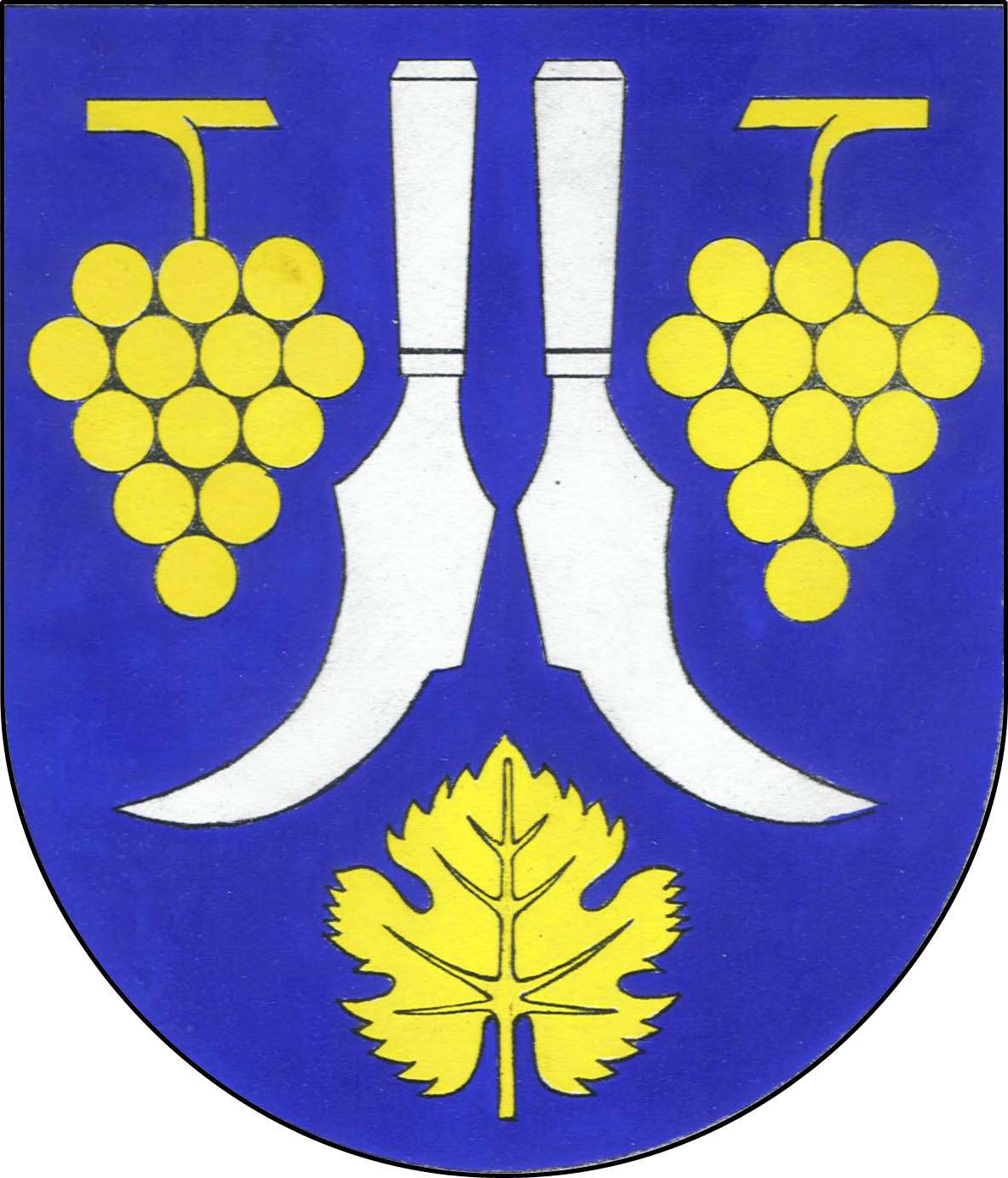
Боршице, Чехія
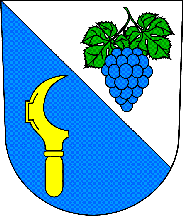
Братчице, Чехія
Бюзінген-ам-Гохрайн, Німеччина
Буус, Швейцарія
Коннектикут, США
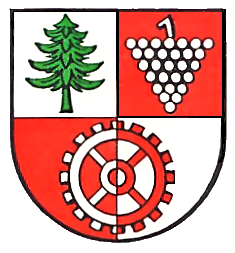
Вайнштадт, Німеччина
Фрайнсгайм, Німеччина
Муніципалітет Фрайнсгайм, Німеччина
Фріккенгаузен-ам-Майн, Німеччина
Гау-Геппенгайм, Німеччина
Геммрігайм, Німеччина
Ґерлагсгайм, Німеччина
Гімбсгайм, Німеччина
Гесвайнштайн, Німеччина
Графенберг (Ройтлінген), Німеччина
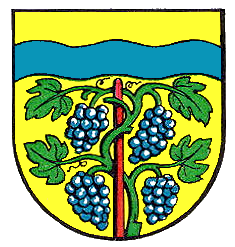
Ґросгеппах, Німеччина
Гундерсгайм, Німеччина
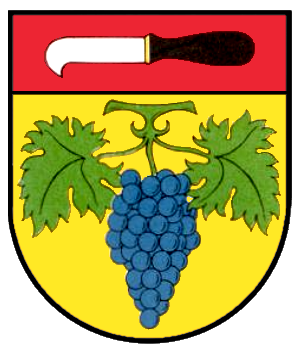
Гальтінґен, Німеччина
Гарксгайм, Німеччина
Гасмерсгайм, Німеччина
Гільтерфінген, Швейцарія
Гоен-Зюльцен, Німеччина
Ірінген, Німеччина
Ізюм, Україна
Кельтерн, Німеччина
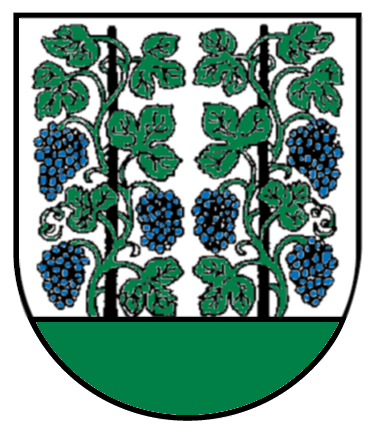
Імменштад, Німеччина
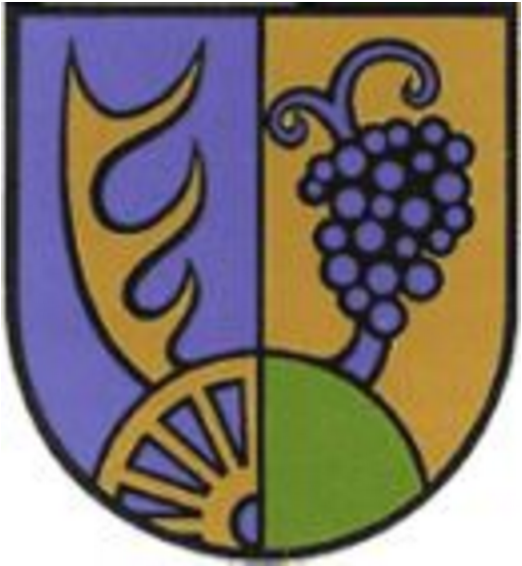
Кохфідіш, Австрія
Корб, Німеччина
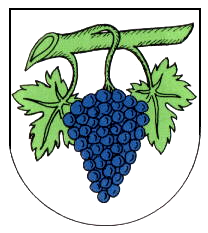
Кюснач, Німеччина
Лауденбах (Рейн-Неккар), Німеччина
Лауф (Баден), Німеччина
Лаутенбах, Німеччина
Лейзельгайм, Німеччина
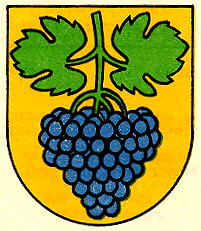
Лютценберг (Аппенцелль-Ауссерроден), Німеччина
Монцернгайм, Німеччина
Мюнстер-Зармсгайм,  Німеччина
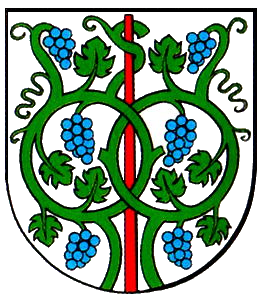
Нойгаузен-ан-дер-Ермс, Німеччина
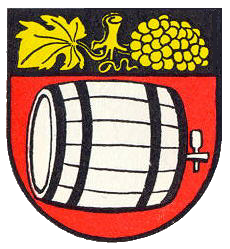
Нойштадт-ан-дер-Ремс, Німеччина
Обернбург, Німеччина
Обергаймбах, Німеччина
Оберзульм, Німеччина
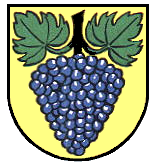
Урбах (Баден-Вюртемберг), Німеччина
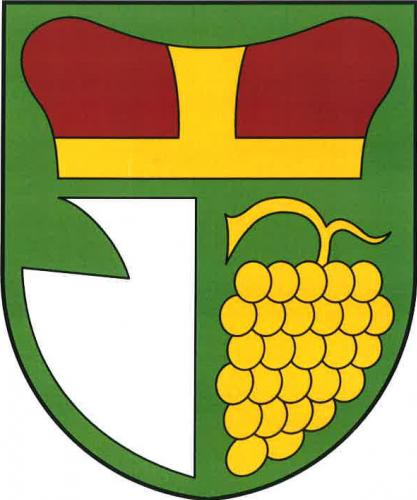
Бантіце, Чехія
Прага 9, Чехія
Вінорж, Чехія
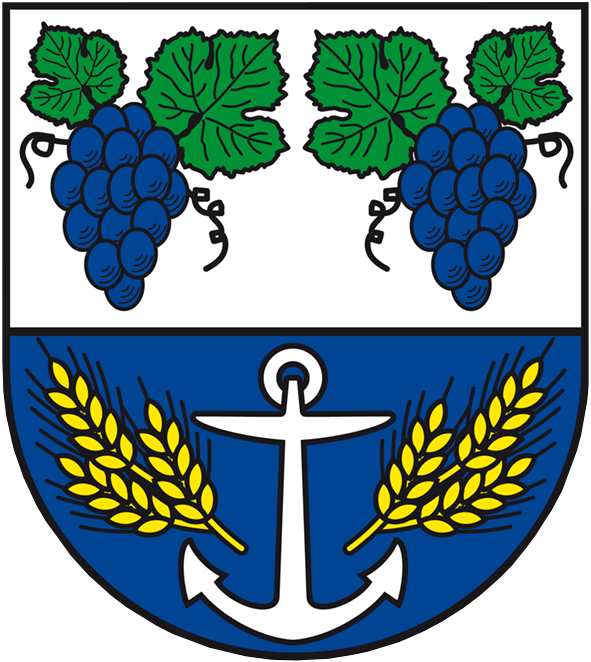
Зальцаталь, Німеччина
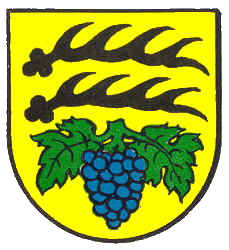
Шнайт, Німеччина
Зіферсгайм, Німеччина
Зергенлох, Німеччина
Південноморавський край, Чехія
Уденгайм, Німеччина
Ужгород, Україна
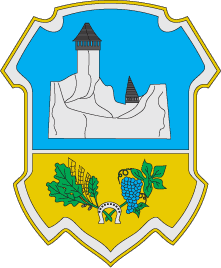
Ужгородський район, Україна
Фогтсбург, Німеччина
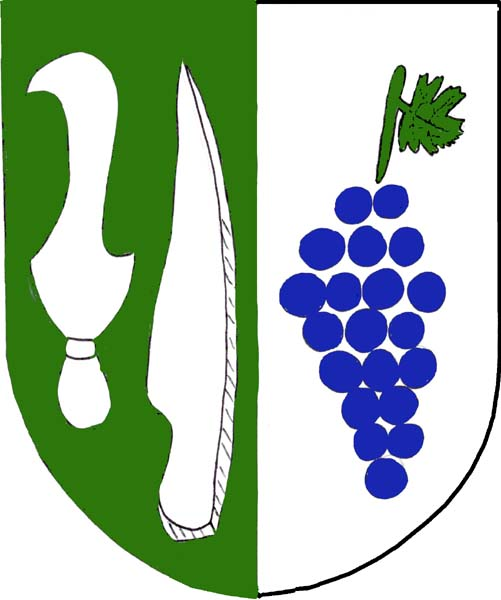
Вінічне Шуміце, Чехія
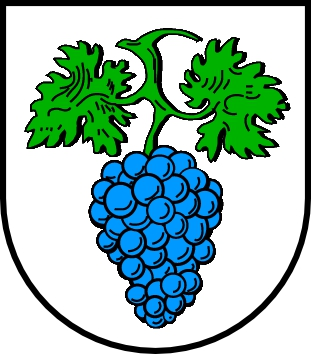
Вайнгартен (Рейнланд-Пфальц), Німеччина
Вайнгартен (Вюртемберг), Німеччина
Вайнштадт, Німеччина
Муніципалітет Вестгофен, Німеччина
Вестгофен, Німеччина
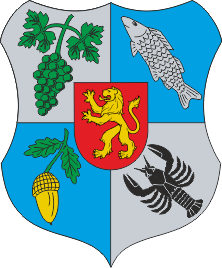
Виноградів, Україна
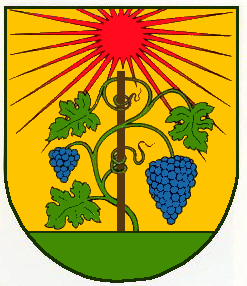
Вінтерсвайлер, Німеччина
Вінцер, Німеччина
Асоціація Воллштейн, Німеччина
Целлерталь, Німеччина
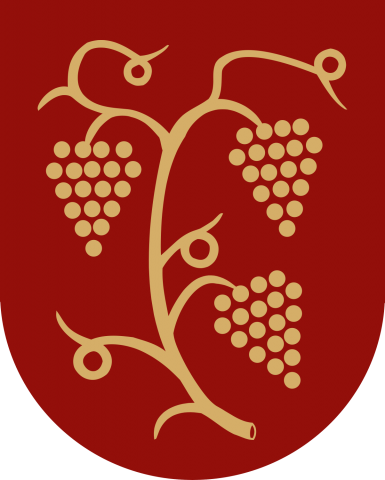
Жідлоховіце, Чехія
Люблін, Польща